# Emily Strange
Emily Strange o Emily the Strange, in italiano Emily la Stramba, è un personaggio  creato nel 1991 dallo skater Rob Reger, per la sua azienda di abbigliamento Cosmic Debris Etc. Inc.
Il personaggio, una ragazzina goth di 13 anni, è nato a Santa Cruz (California), dove un amico di Reger, Nathan Carrico, nel 1991 disegnò Emily per un'azienda di skateboard. Reger creò vari disegni di Emily, e Matt Reed creava delle magliette con questi disegni. Inizialmente le magliette, gli adesivi e i volantini di Emily venivano distribuiti ai concerti, nei negozi di dischi e di skateboard per promuovere la Cosmic Debris, la linea di abbigliamento e accessori fondata da Reger e Reed. Da quel momento, la Cosmic Debris divenne un'azienda multi milionaria e dato il successo del personaggio, furono ideati molti fumetti sul personaggio di Emily Strange.
Le persone chiave (designer, illustratori, grafici) che hanno aiutato il marchio Cosmic Debris a crescere durante gli anni sono Buzz Parker, Brian Brooks, Grace Fontaine, Liz Baca, Noel Tolentino, Fawn Gehweiler, Jessica Gruner e Adele Pedersen.
La quantità di merchandising legato ad Emily è considerevole: è stata prodotta una linea di abiti, di cartoleria, di adesivi, di accessori. I fumetti di Emily vengono prodotti sia da Chronicle Books che da Dark Horse Comics negli Stati Uniti.

## Il personaggio "Emily"
Emily è una tredicenne (festeggia il compleanno il 24 settembre) dai capelli lunghi, lisci e corvini, dal volto pallidissimo incorniciato da una frangia perfettamente diritta sopra lo sguardo arrogante, adora il numero 13. Dopo vari anni di spensieratezza è entrata in una specie di trance e quando si è svegliata era cambiata completamente (sia nei gusti che in tutto). Era diventata una ragazzina strana, diversa dalle altre della sua età. Le piacciono molto gli horror, adora andare in skate (in cui pratica acrobazie spericolate), e suona la chitarra elettrica, per esempio, non ha paura di nessuno ed apparentemente ha un cuore di pietra; molti pensano sia una emo ma non è così. Emily è definita spesso quel genere di persona desiderosa della morte "cattiva" con tutti oppure semplicemente narcotica, invece Emily si differenzia dalla mischia andando avanti con il suo motto "VOI RIDETE DI ME PERCHÉ SONO DIVERSA. IO VI GUARDO E RIDO PERCHÉ SIETE TUTTI UGUALI" tratto da quello di Jonathan Davis "Voi ridete di me perché sono diverso, io rido di voi perché siete tutti uguali" e possiamo dire che questa frase sia un urlo all'originalità e del seguire il proprio stile. Compare sempre con un vestitino nero, calze nere e scarpe Mary Jane bianche. Onnipresente al suo fianco è la sua posse (letteralmente banda), composta da quattro gatti neri: Miles, Sabbath, Mistery e NeeChee. Guarda il mondo da un punto di vista a dir poco tetro e spietato, amando e cercando continuamente la solitudine. Altro particolare a lei riconducibile è una fionda, con cui si diverte a tormentare ragazzi e cani, i suoi bersagli preferiti. L'aspetto e il carattere del personaggio possono essere collegati a quello di Mercoledì Addams.

## La Posse
La Posse, la banda di quattro gatti neri che segue Emily ovunque, è composta da Mystery, Miles, Sabbath e NeeChee.

### Mystery
Mystery è la leader del gruppo, ed è il braccio destro di Emily. È nata il 13 maggio, ma non si conosce l'anno di nascita. Si riconosce facilmente per la grossa macchia a forma di stella che le copre l'occhio o per una medaglietta della stessa forma attaccata al collarino. Ama i riposini pomeridiani che la aiutano a riposare le sue vecchie ossa, ma è pur sempre combattiva.
Mystery si può riconoscere anche per un baffo riccioluto sulla sinistra.

### Miles
Miles è la mente creativa della Posse, nato in una tempestosa notte del 13 aprile sotto la luna piena. Ama creare i piani per catturare/torturare cani ed è il gatto più veloce della città. La cicatrice a X che ha su un occhio testimonia il suo attaccamento alle battaglie.
Lui e NeeChee formano una coppia piuttosto contestatrice dal fatto che Miles è la mente e NeeChee il braccio.

### Sabbath
Sabbath è il più giovane, nato il 3 dicembre. Dice Dude! (Fratello!) parecchie volte, mostrando il suo gergo giovanile. Si nota che è giovane anche per il fatto che si caccia perennemente nei guai. Ha una piccola cicatrice sull'orecchio destro.
Proprio perché è il più giovane viene preso sempre in giro da Emily e dagli altri gatti ma lui non sembra importarsene poiché è un gatto molto dignitoso.

### NeeChee
NeeChee è il pensatore del gruppo. Compie gli anni il 25 agosto. È il gatto più subdolo, un nichilista, non guarda mai nessuno negli occhi direttamente. Inoltre è l'unico gatto a non essere completamente nero: la sua coda presenta delle strisce bianche sulla punta che si è provocato in seguito al rovesciamento di un detersivo altamente chimico.

## Gli oggetti inseparabili
Emily, oltre a portare sempre con sé la sua fionda per i suoi scherzi tremendi, possiede una palla da biliardo numero 8 che consulta come una sfera di cristallo, sulla quale c'è una scritta "(K)NO(W) FUTURE": "Know future" ("conoscere il futuro" - "non c'è futuro, nessun futuro"). Emily dorme in un letto di ferro battuto nero con la testiera composta da barre recanti uno spuntone alla fine, dall'aspetto tetro e spettrale. Un altro mobile a cui Emily è molto legata è la sua poltrona.
E porta sempre il suo vestito nero con tasche enormi dove metterci tutto quello che vuole.
Ma l'oggetto a cui tiene di più al mondo è il suo diario, dove racconta tutte le sue avventure.

## La mostra del 2006
Nel 2006 la famosa marca d'abbigliamento compie 13 anni e inaugura l'Emily Art Show, una mostra di 13 serigrafie su Emily che ha toccato 13 fra le maggiori città del mondo. Le serigrafie, firmate dai creatori di Emily, sono state vendute alla fine della mostra.

## Curiosità
- Nel videoclip Namae No Nai Hana dei Plastic Tree, il chitarrista Akira Nakayama suona una chitarra elettrica Gibson Epiphone G-310 customizzata di Emily the Strange[1][2]. La stessa chitarra è indossata anche da Lil Wayne nel video Let it Rock con Kevin Rudolf[3].